# Michael Davitt
Michael Davitt, född 25 mars 1846, död 30 maj 1906, var en irländsk politiker.
Som 4-åring hade Davitt blivit vittne till hur hans föräldrar av polisen drivits ur hemmet, som jämnades med jorden, och greps av ett outsläckligt hat till den brittiska politiken på Irland. Som fabriksarbetare i Storbritannien anslöt han sig till Feniernas upprorsrörelse, arresterades och dömdes 1870 för olaglig vapenimport till 15 års straffarbete men lössläpptes 1877. Han slöt sig då åter till Irish Republican Brotherhood och reste senare till USA för att åstadkomma en allians mellan den konstitutionella nationalismen och det revolutionära Clan-na-gael, som därvid gick in på att understödja varje motstånd mot Storbritannien, eller som Davitt formulerade det, slå England var helst det var sårbart. Efter Davitts återkomst till Irland upprättades National land league of Ireland 1879, som genom bojkott och andra medel skulle verka för avskaffande av godsägarväldet. Nästa år organiserade han en amerikansk gren av Land league. Vid sin återkomst arresterades Davitt, och en ny tvångslag mot Irland infördes av parlamentet. Frigiven 1882 fortsatte Davitt att verka för Irlands frihet och var tidvis medlem av parlamentet, där han även av motståndarna fick erkännande för sin fasthet och orubbliga övertygelse. Davitt utövade även ett flitigt författarskap i politiska ämnen. Sina senare år tillbringade han på resor.